# Spodoptera histrionica
Spodoptera histrionica là một loài bướm đêm trong họ Noctuidae.